# Rivière Sévère-René
Pour les articles homonymes, voir Sévère (homonymie) et René.
La rivière Sévère-René est un affluent de la rive ouest de la rivière Nicolet Sud-Ouest. Elle traverse les municipalités de Saint-Zéphirin et La Visitation-de-Yamaska, dans la municipalité régionale de comté (MRC) de Nicolet-Yamaska, dans la région administrative du Centre-du-Québec, au Québec, au Canada.

## Géographie
Les principaux bassins versants voisins de la rivière Sévère-René sont :
- côté nord : rivière Nicolet Sud-Ouest, rivière Nicolet, Lac Saint-Pierre, Fleuve Saint-Laurent ;
- côté est : rivière Nicolet Sud-Ouest, ruisseau Grady ;
- côté sud : rivière Saint-Zéphirin, rivière Saint-François ;
- côté ouest : cours d'eau Tête de Rivière, rivière Saint-Zéphirin.

La rivière Sévère-René prend ses sources de ruisseaux agricoles, situés dans une zone au nord-ouest du chemin du rang Saint-Alexandre et au nord-est du chemin du rang Saint-François, dans la municipalité de Saint-Zéphirin. Sa source débute à la confluence des décharges des Vingt-Quatre et des Dix.
À partir de sa zone de tête, la rivière Sévère-René coule sur quatre km vers le nord, d'abord dans Saint-Zéphirin, puis dans La Visitation-de-Yamaska. Sur son cours, elle recueille les eaux de la décharge Houle-Lemaire et traverse le chemin du rang Sainte-Geneviève et le chemin du rang Chatillon.
La rivière Sévère-René se déverse sur la rive ouest de la rivière Nicolet Sud-Ouest, à 0,9 km en aval de l'île Provencher, 2,3 km en amont de la confluence de la rivière Saint-Zéphirin et à 14,6 km en amont de la confluence de la rivière Nicolet Sud-Ouest avec la rivière Nicolet.

## Toponymie
Le toponyme « Rivière Sévère-René » a été officialisé le 5 décembre 1968 à la Commission de toponymie du Québec.